# Orchestre philharmonique de Hong Kong
L'Orchestre philharmonique de Hong Kong (香港管弦樂團 en chinois) est un orchestre symphonique basé à Hong Kong, dirigé par Jaap van Zweden. Fondé en 1895 sous la forme d'un orchestre amateur, il prend son nom actuel en 1957 et devient un orchestre professionnel en 1974. Il réside au Centre culturel de Hong Kong.

## Personnalités liées
- Eddie Ayres (1967-), animateur de radio australo-britannique et professeur de musique.